# The Astonishing Ant-Man
The Astonishing Ant-Man (с англ. — «Удивительный Человек-муравей») — серия комиксов, состоящая из 13 выпусков, которую в 2015—2016 годах издавала компания Marvel Comics.

## Синопсис
Скотт Лэнг — супергерой по прозвищу Человек-муравей. Он стал им, когда украл технологию Хэнка Пима, чтобы спасти свою дочь. В экстренной жизненной ситуации, ему предстоит узнать: сможет ли он остаться героем или вернётся к преступному прошлому.

### Выпуски
| №  | Дата выхода      | Оценка на Comic Book Roundup    | Предполагаемый объём продаж (первый месяц) |
| -- | ---------------- | ------------------------------- | ------------------------------------------ |
| 1  | 21 октября 2015  | 7,5 из 10 на основе 14 рецензий | 75 598, позиция в Северной Америке — 22    |
| 2  | 18 ноября 2015   | 8,4 из 10 на основе 4 рецензий  | 31 358, позиция в Северной Америке — 88    |
| 3  | 23 декабря 2015  | 8,4 из 10 на основе 3 рецензий  | 27 913, позиция в Северной Америке — 95    |
| 4  | 20 января 2016   | 7,3 из 10 на основе 4 рецензий  | 25 768, позиция в Северной Америке — 80    |
| 5  | 24 февраля 2016  | 7,9 из 10 на основе 5 рецензий  | 22 168, позиция в Северной Америке — 93    |
| 6  | 16 марта 2016    | 8,1 из 10 на основе 4 рецензий  | 20 375, позиция в Северной Америке — 95    |
| 7  | 20 апреля 2016   | 8 из 10 на основе 6 рецензий    | 24 173, позиция в Северной Америке — 83    |
| 8  | 18 мая 2016      | 8,9 из 10 на основе 3 рецензий  | 20 799, позиция в Северной Америке — 93    |
| 9  | 15 июня 2016     | 8,6 из 10 на основе 6 рецензий  | 18 382, позиция в Северной Америке — 118   |
| 10 | 20 июля 2016     | 8,4 из 10 на основе 4 рецензий  | 20 320, позиция в Северной Америке — 113   |
| 11 | 31 августа 2016  | 7,4 из 10 на основе 4 рецензий  | 22 836, позиция в Северной Америке — 115   |
| 12 | 21 сентября 2016 | 7,1 из 10 на основе 5 рецензий  | 17 663, позиция в Северной Америке — 125   |
| 13 | 19 октября 2016  | 7,8 из 10 на основе 5 рецензий  | 16 350, позиция в Северной Америке — 149   |

### Сборники
| Название                                                 | Тип            | Дата выхода      | Собранный материал                                                                    | Кол-во страниц | ISBN                       | Предполагаемый объём продаж (первый месяц) |
| -------------------------------------------------------- | -------------- | ---------------- | ------------------------------------------------------------------------------------- | -------------- | -------------------------- | ------------------------------------------ |
| The Astonishing Ant-Man Vol. 1: Everybody Loves Team-Ups | Мягкая обложка | 27 апреля 2016   | The Astonishing Ant-Man #1-4; Ant-Man: Last Days #1; Ant-Man Annual #1                | 144            | 978-0785199489, 0785199489 | 1 844, позиция в Северной Америке — 54     |
| The Astonishing Ant-Man Vol. 2: Small-Time Criminal      | Мягкая обложка | 21 сентября 2016 | The Astonishing Ant-Man #5-9                                                          | 112            | 978-0785199496, 0785199497 | 1 535, позиция в Северной Америке — 69     |
| The Astonishing Ant-Man Vol. 3: The Trial of Ant-Man     | Мягкая обложка | 29 марта 2017    | The Astonishing Ant-Man #10-13; Guardians Team-Up #7                                  | 120            | 978-0785199526, 0785199527 | 909, позиция в Северной Америке — 141      |
| The Astonishing Ant-Man: The Complete Collection         | Мягкая обложка | 13 июня 2018     | Ant-Man #1-5; Ant-Man Annual #1; Ant-Man: Last Days #1; The Astonishing Ant-Man #1-13 | 472            | 978-1302911324, 1302911325 | 760, позиция в Северной Америке — 124      |

## Отзывы
На сайте Comic Book Roundup серия имеет оценку 8 из 10 на основе 67 рецензий. Мэтт Литтл из Comic Book Resources писал, что дебютный выпуск «читается как лёгкий бриз и является отличной отправной точкой». Оскар Малтби из Newsarama дал первому выпуску 8 баллов из 10 и посчитал, что «Лэнгу Спенсера легко сопереживать». Его коллега Ричард Грей поставил дебюту оценку 7 из 10 и отметил, что «фирменный юмор всё ещё присутствует» в нём из предыдущих комиксов про этого же героя от тех же авторов. Мэт Эльфринг из Comic Vine вручил первому выпуску 4 звезды из 5 и подчеркнул, что «Росаньяс идеально подходит для тона серии».